# Yelou
Yelou este o comună rurală din departamentul Gaya, regiunea Dosso, Niger, cu o populație de 45.496 de locuitori (2001).